# Pyrrosia rupestris
Espèce
Pyrrosia rupestris est une espèce de la famille des Polypodiaceae. C'est une fougère commune de l'est de l'Australie. Son aire de répartition indigène s'étend de la Nouvelle-Guinée à Victoria et à l'île Norfolk. 
Le nom Pyrrosia vient du grec et fait référence à la couleur flamme des poils qui recouvrent les frondes de certaines espèces. Rupestris signifie qu'elle pousse près des rochers. 

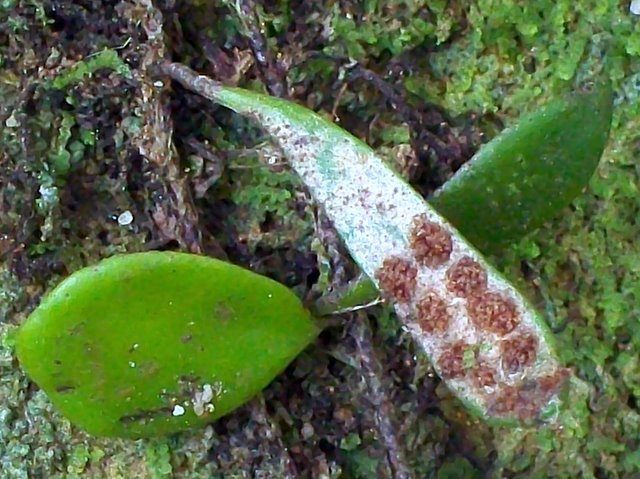
Huit sori sur une longue feuille mature

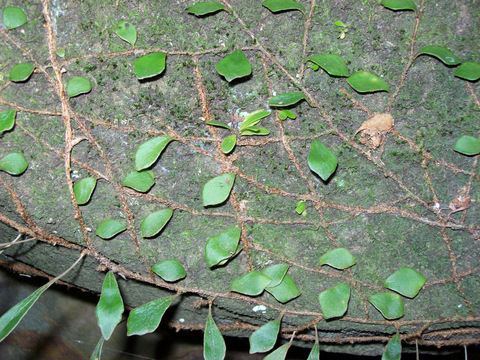
Fougère feutrée sur grès de Hawkesbury, Chatswood West en Australie

## Description
Les feuilles sont rondes ou en forme de langue rondes de 2 cm, ou jusqu'à 10 cm de long et 1,5 cm de large. Les feuilles stériles sont rondes, les feuilles fertiles sont longues et en forme de langue. Les sori (spores) rondes et foncées sont visibles sous les longues feuilles. Les rhizomes sont de couleur brun orange, longs et rampants. Capable de s'accrocher aux rochers ou aux troncs d'arbres.
De minuscules fougères nid d'oiseau poussent également sur le rocher.

## Habitat et répartition
Elle est présente en tant qu'épiphyte ou lithophyte dans les zones partiellement ombragées et très humides. On la trouve généralement dans les forêts tropicales ou les forêts d'eucalyptus humides. On la voit souvent sur les arbres de la forêt tropicale, assez haut au-dessus du sol. Cependant, il pousse aussi loin à l'ouest dans le Parc national de Warrumbungle plus aride. En cas de sécheresse, elle rétrécit et se dessèche. Avec de la pluie ou du brouillard, la fougère se rétablit bien. La fougère feutrée pousse de Victoria au nord, en passant par la Nouvelle-Galles du Sud et le Queensland jusqu'à la Nouvelle-Guinée. 

## Systématique
Le nom correct complet (avec auteur) de ce taxon est Pyrrosia rupestris (R.Br.) Ching.
L'espèce a été initialement classée dans le genre Polypodium sous le basionyme Polypodium rupestre R.Br..
Pyrrosia rupestris a pour synonymes :
- Craspedaria rupestris (R.Br.) Link
- Cyclophorus rupestris (R.Br.) C.Chr.
- Cyclophorus serpens var. rupestris (R.Br.) Domin
- Niphobolus confluens (Hook.) F.M.Bailey
- Niphobolus rupestris (R.Br.) Spreng.
- Polypodium confluens Hook.
- Polypodium rupestre R.Br.